# 比尤納維斯塔鎮區 (新澤西州)
比尤納維斯塔鎮區（英語：Buena Vista Township）是位於美國新澤西州大西洋縣的一個鎮區。

## 地方資料
比尤納維斯塔鎮區的面積為107.69平方千米，當中陸地面積為106.39平方千米，而水域面積為1.30平方千米。根據2020年美國人口普查的數據，當地共有人口7033人，而人口密度為每平方千米65.31人。